# Akşemsettin
Akşemsettin est l'un des 57 quartiers du district de Fatih sur la rive européenne d'Istanbul, en Turquie. En 2014, sa population s'élève à 21 066 habitants.

## Transports
Le quartier est desservi par la station Emniyet-Fatih de la ligne M1 du métro d'Istanbul.